# Gobernación de Oremburgo
Gobernación de Oremburgo (en ruso: Оренбургская губерния) era una división administrativa (una gubernia) del Imperio ruso con capital en la ciudad de Oremburgo.
La gobernación fue creada en 1744 con las tierras anexadas de las gobernaciones de Siberias y Astracán. En 1782 la gobernación junto con el uyezd de Cheliábinsk del virreinato de Perm, fue transformado en el virreinato de Ufá, el cual estuvo dividido en las óblast de Ufá y Oremburgo. En 1796, el virreinato de Ufá fue rebautizado como gobernación de Oremburgo, y en 1865 fue partido en dos, una gobernación de Oremburgo más pequeña, y la gobernación de Ufá. En 1919, la gobernación de Cheliábinsk fue segregada de la de Oremburgo, y en 1928 se fusionó con la recién creada óblast del Volga Medio.